# 중청봉
중청봉은 설악산의 제 2의 봉우리로 설악산의 주봉인 대청봉과 소청봉 사이에 있는 봉우리로 남동쪽으로는 주봉인 대청봉, 북서쪽으로는 소청봉, 남서쪽으로는 끝청봉과 각각 이어지고, 동쪽으로는 동해를 마주보고 있다.
소청봉에서 약 20분 거리, 대청봉에서 약 30분 거리이며, 대청봉과 소청봉 사이에 중청 대피소(옛 설악산장)가 있다.
원래는 외설악에서 바라보면 쌍봉처럼 보이는 2개의 묏부리를 대청봉과 소청봉으로 불렀다.
그러나, 언제부터인지 이들을 대청봉과 중청봉으로 부르고 내설악에서 보이는 또 하나의 작은 봉우리를 소청봉이라 부르게 되었다고 한다.
설악동 소공원에서 비선대~귀면암~희운각~소청봉~중청봉~대청봉~설악폭포~오색지구에 이르는 대청봉 코스는 16㎞ 거리에 약 10시간 20분이 소요된다.
현재 중청봉의 정상부는 군사 시설 보호 구역으로써 진입이 허가되지 않는다.

## 같이 보기
- 한국의 산